# Neuenhagen bei Berlin
Neuenhagen bei Berlin é um município da Alemanha, situado no distrito de Märkisch-Oderland, no estado de Brandemburgo. Tem 19,58 km² de área, e sua população em 2019 foi estimada em 18.657 habitantes.